# Lövträdlöpare
Lövträdlöpare (Rhagium mordax) är en skalbagge i familjen långhorningar. Färgen på kroppen är gråsvart, med två gulröda tvärband på täckvingarna. Kroppslängden är 12 till 22 millimeter.
Larverna håller till under barken på lövträd som al, ask, bok, björk och ek som varit döda en kort tid.